# Kolegium Kijowsko-Mohylańskie

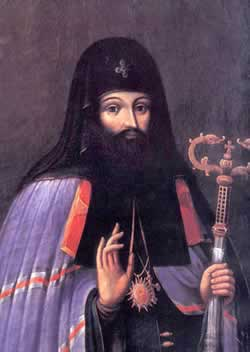
Petro Mohyła, fundator Kolegium

Kolegium Kijowsko-Mohylańskie – kolegium prawosławne utworzone w 1632 według wzorów kolegiów jezuickich przez metropolitę Piotra Mohyłę - reformatora organizacji Cerkwi w Rzeczypospolitej. W  1658,  w wykonaniu postanowień unii hadziackiej  kolegium zostało przekształcone w Akademię Kijowsko-Mohylańską,  otrzymując oficjalny status wyższej uczelni i zrównanie w prawach z Akademią Krakowską.
W 1632 prawosławny metropolita kijowski  Piotr Mohyła połączył i zreorganizował szkoły Ławry Kijowsko-Peczerskiej  i  kijowskiej szkoły brackiej, tworząc Kolegium Kijowsko-Mohylańskie. 14 marca 1633 roku Władysław IV Waza zatwierdził przywilejem kolegium w Kijowie, potwierdzając to 18 marca 1635. Szkoła była wzorowana na kolegiach jezuickich, identyczny był również program studiów, w czasie których używano podręczników w języku polskim i łacińskim. Klasy nosiły nazwy: infima, grammatica, syntaxima, klasa poetyki, klasa retoryki. Kładziono nacisk na naukę greki, łaciny, cerkiewnosłowiańskiego i polskiego. Kolegium posiadało  bibliotekę, której podstawą były prywatne zbiory zapisane przez Piotra Mohyłę.
Piotr Mohyła chciał wykorzystać doświadczenia Akademii Ostrogskiej. Mohyła przez wiele lat starał się bezskutecznie o przyznanie utworzonej przez niego uczelni statusu akademii. Zorganizowanie szkoły prawosławnej według wzorców katolickich wywołało żywą dyskusję wśród prawosławnych Rzeczypospolitej; krytycy Piotra Mohyły przekonywali, że absolwenci placówki odchodzą od swojego wyznania.
Pierwszym rektorem uczelni był Izajasz Trochimowicz-Kozłowski. Wykładowcami w kolegium kijowskim byli: Sylwester Kossów, Ignat Aksienowicz Staruszczyc, Sofroniusz Poczapski, Antoni Pacewski, Jazep Kananowicz Garbacki.